# Zuliana de Aviación
Zuliana de Aviación CA là một hãng hàng không của Venezuela. Hãng bắt đầu hoạt động trong lĩnh vực vận chuyển hàng hóa vào năm 1985 với trụ sở tại Maracaibo, nhưng dần chuyển sang vận chuyển hành khách. Tên của hãng được lấy từ tên của bang Zulia của Venezuela. Hãng hàng không ngừng hoạt động vào tháng 4 năm 1997.

## Điểm đến
- Colombia

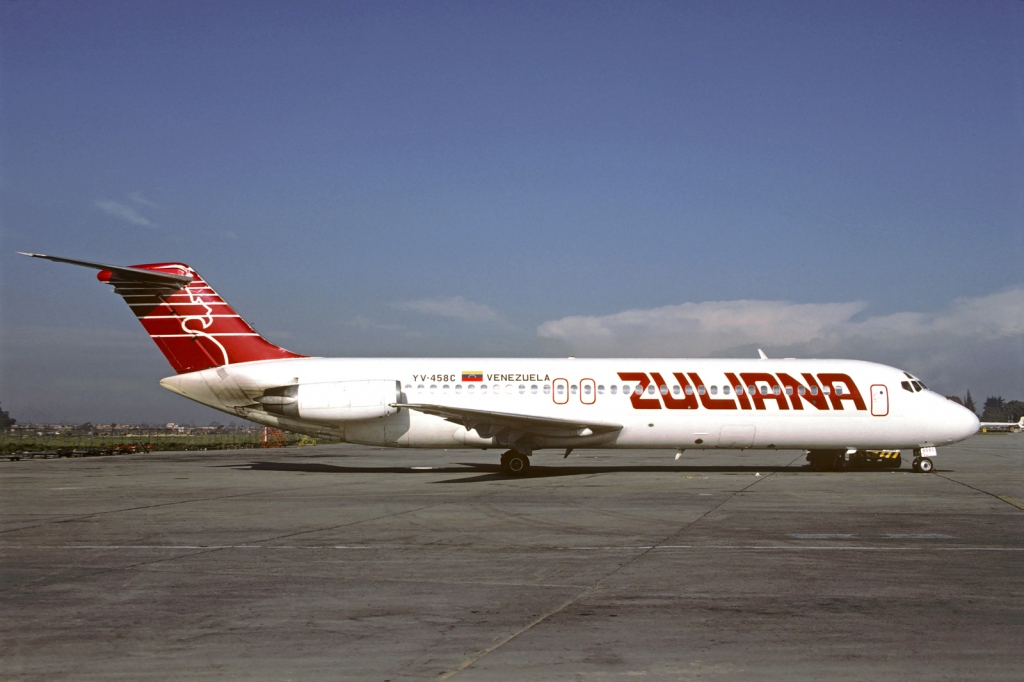
Một chiếc McDonnell Douglas DC-9-31 của Zuliana de Aviación tại Sân bay Quốc tế El Dorado năm 1996

  - Bogotá (Sân bay quốc tế El Dorado)
  - Medellín (Sân bay quốc tế José María Córdova)

- Hoa Kỳ
  - Miami (Sân bay quốc tế Miami)

- Venezuela
  - Barcelona (Sân bay quốc tế General José Antonio Anzoátegui)
  - Caracas (Sân bay quốc tế Simón Bolívar)
  - Las Piedras (Sân bay quốc tế Josefa Camejo)
  - Trung tâm Maracaibo (Sân bay quốc tế La Chinita)
  - Porlamar (Sân bay quốc tế Del Caribe Santiago Marino)
  - Puerto Ordaz (Sân bay Manuel Carlos Piar Guayana)
  - San Antonio del Táchira (Sân bay quốc tế Juan Vicente Gómez)
  - Santa Barbara del Zulia (Sân bay Miguel Urdaneta Fernández)
  - Valencia (Sân bay quốc tế Arturo Michelena)

## Phi đội
Zuliana de Aviación từng vận hành các máy bay sau:
- 5 Boeing 727-200
- 1 Douglas DC-8-51F
- 2 Douglas DC-8-54CF
- 2 McDonnell Douglas DC-9-31
- 3 McDonnell Douglas DC-9-32